# 普提雅廷岛
普提雅廷岛或搜楞吉岛（满语：Sorenggi Tun）是位於日本海的彼得大帝灣東部的一座近岸島嶼，属濱海邊疆區福基诺封闭行政区，面積27.9平方公里，海拔最高点353米。2010年人口994人，集中在普提雅廷市级镇，主要經濟活動是魚品加工和旅遊業。